# Vioolconcert nr. 2 (Aulin)
Tor Aulin voltooide zijn Vioolconcert nr. 2 in a mineur in 1892. 
Van het werk is relatief weinig bekend, mede omdat Aulins bekendste werk, zijn Vioolconcert nr.3 al spoedig volgde. Het werk is opgedragen aan hofdirgent Conrad Nordqvist, tevens een van Aulins leermeesters op de viool. Aulin gaf zelf de première op 14 januari 1893 onder leiding van dirigent Ivar Eggert Hedenblad en begeleid door de voorloper van het Göteborg Symfonieorkest, waarvan Aulin in 1909 dirigent zou worden. Opmerkelijk voor het werk is dat de eerste uitgave van het werk in de versie van een piano-uittreksel plaatsvond vanuit het dan Duitse Breslau.
Het werk komt in drie delen in de klassieke opzet snle-langzaam-snel:
- Moderato - attaca
- Andante sostenuto
- Allegro vivace

Orkestratie:
- soloviool
- 2 dwarsfluiten, 2 hobo’s,  2 klarinetten, 2 fagotten
- 4 hoorns, 2 trompetten, geen trombones,  geen tuba
- pauken
- violen, altviolen, celli, contrabassen

In 2018 zijn van het concertstuk twee opnamen te koop (ter vergelijk van zijn Vioolconcert nr. 3 zijn dan acht opnamen bekend), beiden zijn uitgebracht door platenlabels die zich gespecialiseerd hebben in vergeten muziek:
- Uitgave Sterling: Tobias Ringsborg met het Gävle symfoniorkester onder leiding van Niklas Willén, een opname uit circa 2002
- Uitgave cpo: Ulf Wallin met het Helsingborg symfonieorkester onder leiding van Andrew Manze, een opname uit 2012; uitgebracht in 2018.